# Everret Jones House
L'Everret Jones House est une maison américaine à Santa Fe, dans le comté de Santa Fe, au Nouveau-Mexique. Construite dans le style Pueblo Revival en 1951, selon les plans de John Gaw Meem, elle est inscrite au Registre national des lieux historiques depuis le 15 janvier 2004.